# Melchior Treub
Melchior Treub (Voorschoten, 26 december 1851 - Saint-Raphaël (Var) (Frankrijk), 3 oktober 1910) was een Nederlandse botanicus en hoogleraar biologie, broer van Hector Treub en Willem Treub.
Na de Leidse HBS studeerde Treub vanaf 1869 in Leiden biologie, waar hij al spoedig werkte bij zijn leermeester en promotor Willem Frederik Reinier Suringar, hoogleraar in de botanie. Treub werd in 1873 door de universiteit bekroond met goud voor een onderzoek dat in opdracht van dezelfde universiteit was uitgevoerd. Hij verwerkte en bewerkte dit onderzoek tot een dissertatie waarop hij later in het jaar bij Suringar promoveerde. Na zijn promotie werd hij botanisch assistent van Suringar. Hij bleef zes jaar assistent van Suringar.

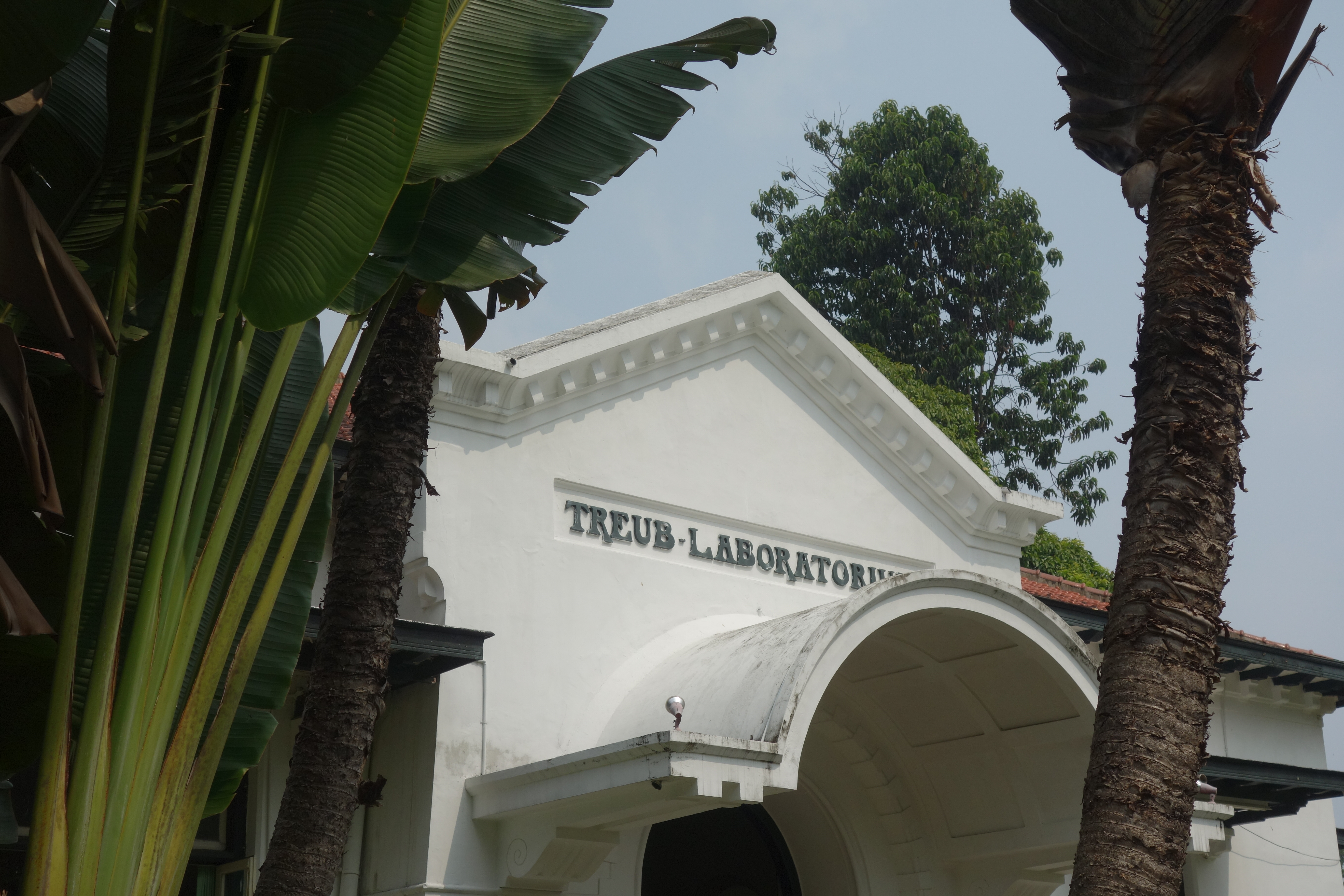
Treub Laboratorium in de Botanische tuin van Bogor

In 1879 werd Treub benoemd tot lid van de Koninklijke Nederlandse Akademie van Wetenschappen (KNAW). Treub werd in 1880 benoemd tot directeur van 's Lands Plantentuin te Buitenzorg (nu Kebun Raya Bogor) op Java. Treubs verblijf te Buitenzorg is van groot belang voor de plantentuin geweest. Geleidelijk groeide de plantentuin uit tot een belangrijk onderzoekscentrum voor de tropische plantkunde. In 1890 richtte Treub de Maatschappij ter Bevordering van het Natuurkundig Onderzoek der Nederlandsche Koloniën (Treub-Maatschappij) op en het eerste internationale biologische proefstation ter wereld. In 1898 werd Treub benoemd tot hoogleraar zonder leerstoel. Treub kreeg de titel wegens zijn bijzondere verdiensten voor de wetenschap. In 1907 kreeg hij voor zijn verdiensten de Linnean Medal van de Linnean Society of London.
Treub nam in 1909 ontslag als directeur van de plantentuin en de Treub-Maatschappij wegens gezondheidsredenen. Hij leed aan malaria. Hij werd opgevolgd door H.J. Lovink (tot dan directeur-generaal van de landbouw in Nederland). Treub vertrok uit Buitenzorg en vestigde zich in de plaats Saint-Raphaël aan de Franse Rivièra. Spoedig daarna overleed hij aan een malaria-aanval.
Treub was ridder in de Orde van de Nederlandse Leeuw, groot-officier in de Orde van Oranje-Nassau en bezat verder 15 buitenlandse hoge onderscheidingen.